# Picassent (Gerichtsbezirk)
Der Gerichtsbezirk Picassent ist einer der 18 Gerichtsbezirke in der Provinz Valencia.
Der Bezirk umfasst 9 Gemeinden auf einer Fläche von 305,38 km² mit dem Hauptquartier in Picassent.

## Gemeinden
| Gemeinde                 | Einwohner (2024) | Fläche km² | Dichte Einw./km² | Cod INE | Postleitzahl |
| ------------------------ | ---------------- | ---------- | ---------------- | ------- | ------------ |
| Alcácer                  | 10.676           | 9,01       | 1.185            | 46015   | 46290        |
| Alfarp                   | 1.676            | 20,58      | 81               | 46026   | 46197        |
| Beniparrell              | 2.091            | 3,68       | 568              | 46065   | 46469        |
| Catadau                  | 2.967            | 35,46      | 84               | 46093   | 46196        |
| Llombai                  | 2.767            | 55,57      | 50               | 46156   | 46195        |
| Montroy                  | 3.477            | 31,39      | 111              | 46176   | 46193        |
| Montserrat               | 9.656            | 45,58      | 212              | 46172   | 46192        |
| Picassent                | 22.695           | 85,79      | 265              | 46194   | 46220        |
| Real de Montroi          | 2.435            | 18,32      | 133              | 46212   | 46194        |
| Gerichtsbezirk Picassent | 58.440           | 305,38     | 191              | –       | –            |